# Аканторипсалис одноколючковый
Аканторипсалис одноколючковый (лат. Acanthorhipsalis monacantha) — вид кактусов из рода Аканторипсалис.

## Описание
Кустарничек с тонкими плоскими или трёхгранными побегами, около 40 см длиной и 2—3 см шириной. В ареолах, расположенных в зазубринах по краям побегов, имеются несколько щетинок и 1—6 тонких колючек около 1 см длиной.
Цветки оранжевые, до 1,5 см в диаметр. Цветочная трубка с мелкими чешуйками и волосками. Плоды оранжево-красные, шаровидные, около 1 см в диаметре, с маленькими чешуйками. Семена тёмно-коричневые.

## Распространение
Аканторипсалис одноколючковый распространён в Аргентине (Жужуй, Оран).